# Romería del Trapillo
La Romería del Trapillo (denominada también como romería de San Marcos) fue una romería celebrada en Madrid el día 25 de abril en la ermita de San Marcos (situada en las cercanías de la puerta de Fuencarral entre la Plaza de Alonso Martínez y la Glorieta de Quevedo). La romería se comenzó a celebrar en el siglo XVI por los artesanos del gremio cercanos a la ermita, pero pronto se convirtió en popular. Llegando a ser concurrida incluso por diversos miembros de la Corte. La popularidad y su concurrencia tuvo su punto álgido en el siglo XVIII. La etimología de la romería proviene de la época en la que se celebra, a comienzos de la primavera cuando las temperaturas comienzan a dejar de ser invernales. Esto permite ir con ropas más ligeras a la romería, y por esta razón se puede asistir ya sin las ropas del invierno; por lo que se decía «ir de trapillo». Es por esta razón por la que fiesta acabó por denominarse «la romería del Trapillo» en vez de la «romería de San Marcos». La asistencia habitual de personajes de la Corte, con deseos de ostentar sus nuevos trajes pudo haber dado el nombre a esta romería, siendo popular el dicho: 

"iban los nobles a ver el trapo y los plebeyos a orearlo"

Era fiesta que acababa frecuentemente en algarabía debido a las burlas que se hacían los unos a los otros debido al uso de la ropa de los nobles. Esta alagarabía, es posible, evolucionara con el tiempo en una caricatura en la que los asistentes portaban viejos ropajes (trapillos) con los que se burlaban unos de otros.